# 道の駅遠軽 森のオホーツク

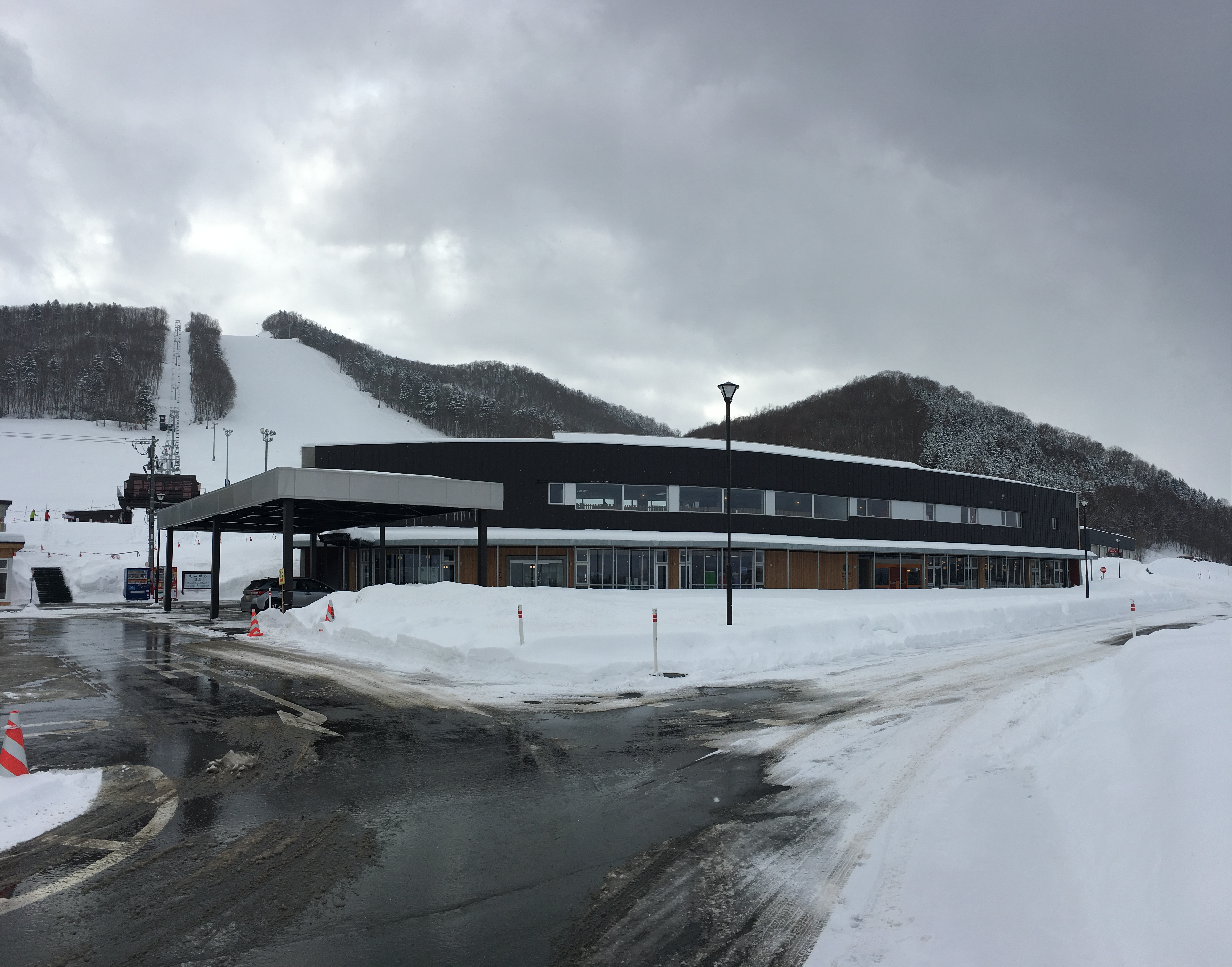
駅とスキー場（2020年2月）

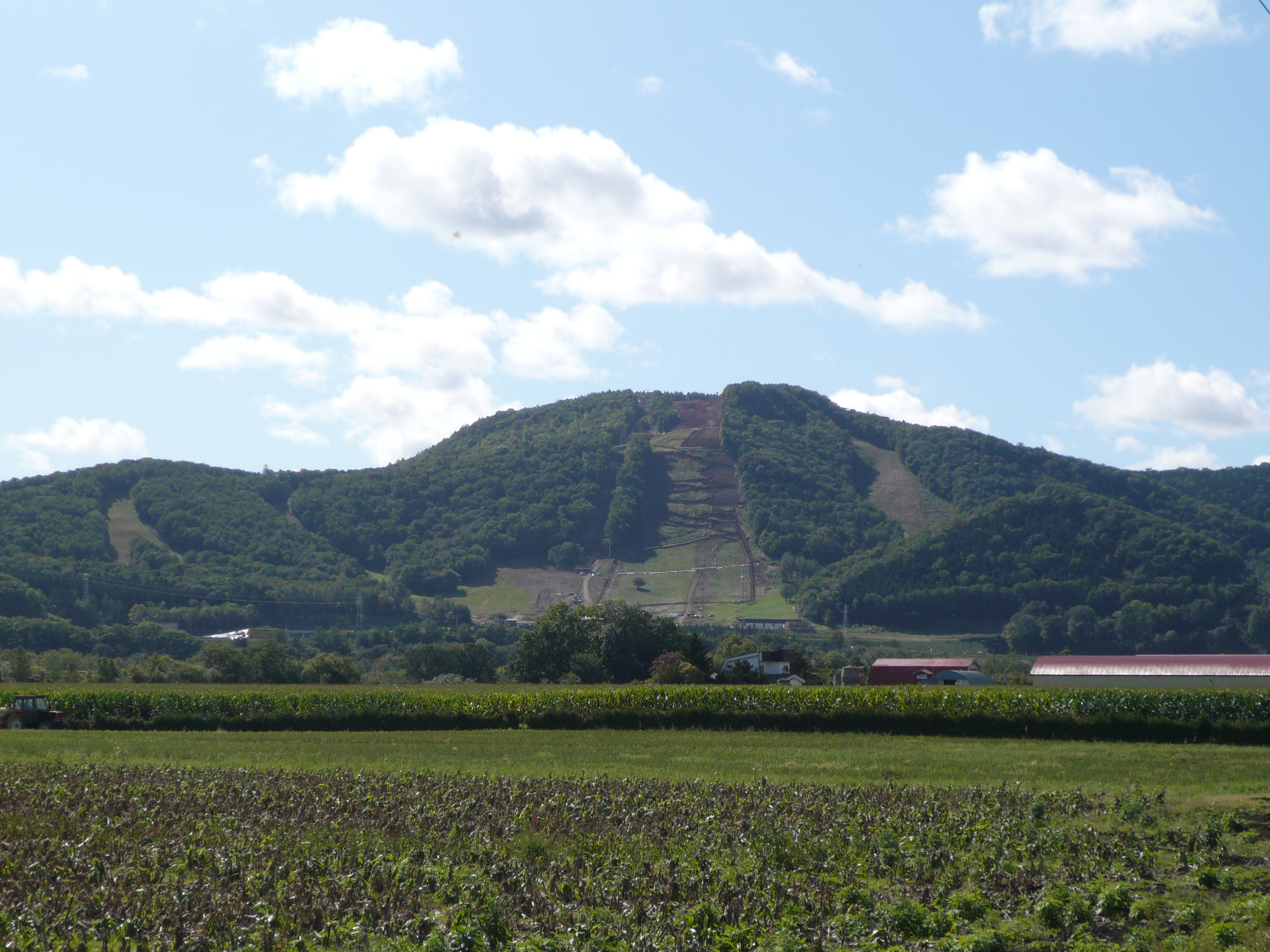
六郷山・えんがるロックバレースキー場（2019年9月）

道の駅 遠軽 森のオホーツク（みちのえきえんがる もりのオホーツク）は、北海道紋別郡遠軽町にある国道450号（旭川紋別自動車道）の道の駅である。国土交通省から防災道の駅に選定されている。

## 施設
北海道内で125番目の道の駅。北海道内初となるスキー場（えんがるロックバレースキー場）に面した道の駅であり、スキー場ロッジを併設している。ゲレンデを使用した各種アクティビティを開設予定であり、スキーシーズンも含め通年利用を目的とした、オホーツク地域の拠点施設としての役割を果たすことになっている。
- 駐車場
  - 大型車：9台
  - 小型車：178台
  - 身障者・妊婦用：4台
  - 二輪車用：10台
  - 電気自動車急速充電器：1台
- トイレ（24時間）
- 休憩スペース（24時間）
- フードコート【ソフトドリンク・ソフトクリーム】9:00 - 18:00（L.O 17:00）【ホットスナック】10:00 - 18:00（L.O 17:00）【食事】11:00 - 15:00
- ショップ（9:00 - 18:00）
- 遠軽信金ATM（9:00 - 18:00）
- 多目的ホール（2F 9:00 - 18:00）
- スキー場ロッジ（2F 9:00 - 18:00）
- 足湯（9:00 - 18:00）

## アクセス
国道450号（旭川紋別自動車道）遠軽ICに近接している。